# Zenon Zaczyński
Zenon Zaczyński (ur. 19 listopada 1942 w Krośnie, zm. 5 czerwca 2025) – polski piłkarz grający na pozycji obrońcy, koszykarz, trener piłarski.

## Życiorys
Brat Aleksandra i Mirosława. Wychowywał się w Prudniku. W wieku 16 lat został piłkarzem Pogoni Prudnik. Równocześnie, w latach 1959–1964, razem z bratem Aleksandrem występował w koszykarskiej Pogoni Prudnik. W swojej karierze koszykarskiej w Pogoni zdobył 2992 punkty w 210 meczach. Po ukończeniu technikum w 1963 dołączył do I-ligowej Odry Opole. Powołano go do kadry Polski juniorów, jednak przez sprawy osobiste zrezygnował z występów w reprezentacji.

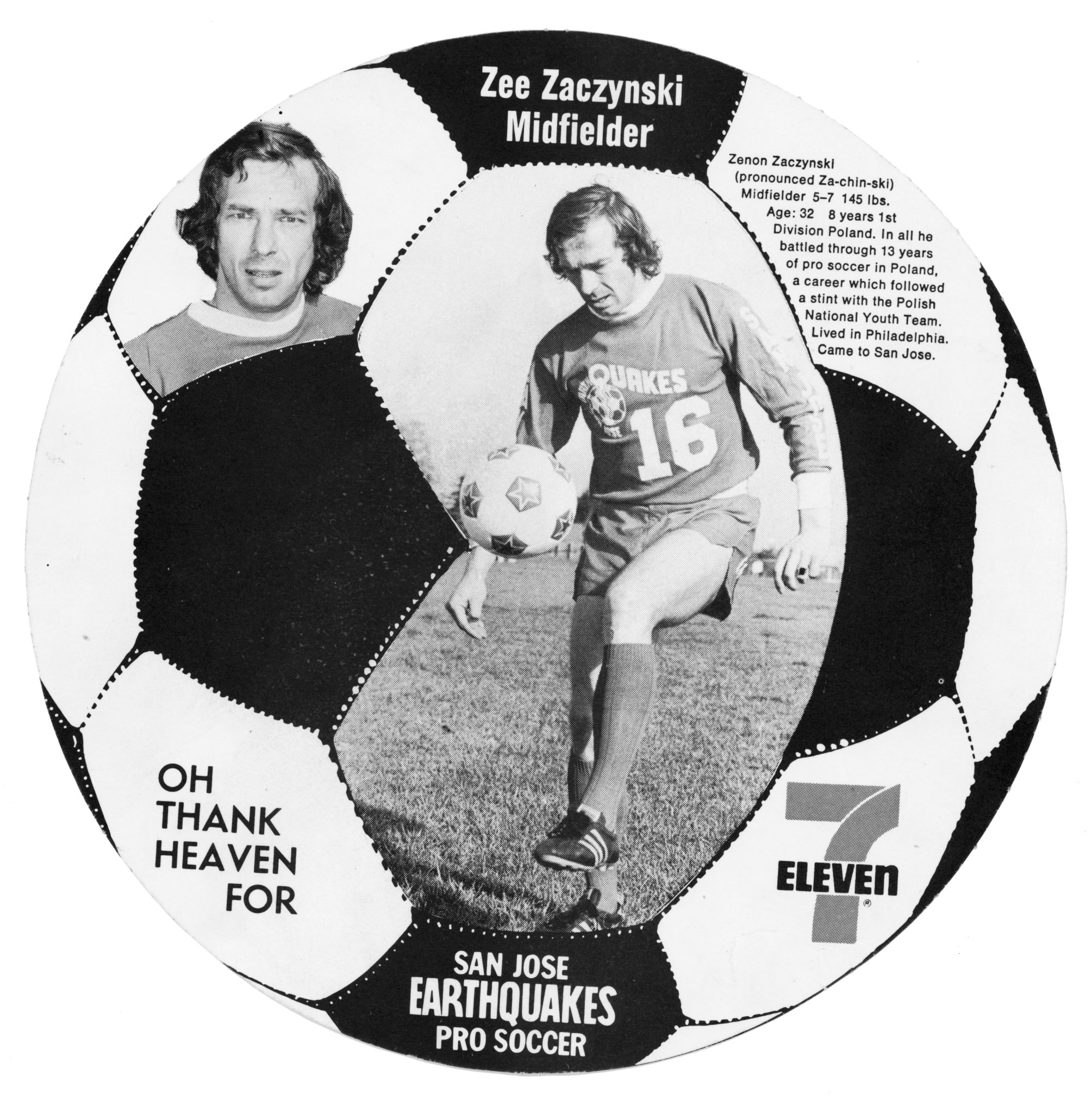
Zaczyński w drużynie San Jose Earthquakes

W 1967 przeszedł do Górnika Wałbrzych. Od 1974 występował w Stanach Zjednoczonych. Wraz z klubem San Jose Earthquakes zdobył mistrzostwo Stanów Zjednoczonych w rozgrywkach halowych. W 1976 wyjechał do Belgii. Wrócił do Polski, a w 1980 zakończył karierę zawodniczą z powodu kontuzji. Został wówczas asystentem trenera Górnika. W sezonie 1982/1983 wraz z Horstem Panicem wprowadził klub do I ligi.
Trenerem Górnika Wałbrzych był do 1986. W tymże roku otrzymał tytuł Zasłużonego Działacza KF i Turystyki Województwa Wałbrzyskiego. Następnie przez 4 lata trenował Victorię Wałbrzych. W latach 1990–1993 ponownie był trenerem Górnika. Następnie trenował klub Orzeł Mieroszów.
Karierę trenerską zakończył w 2000. W 2007 wrócił do Prudnika. W 2012 został wiceprezesem do spraw sportowych Pogoni Prudnik. W 2024 w uznaniu za swoje osiągnięcia w działalności sportowej otrzymał tytuł „Zasłużony dla Powiatu Prudnickiego”. Zmarł 5 czerwca 2025. Został pochowany na cmentarzu komunalnym w Prudniku.